# Buissy
Buissy är en kommun i departementet Pas-de-Calais i regionen Hauts-de-France i norra Frankrike. Kommunen ligger i kantonen Marquion som tillhör arrondissementet Arras. År 2022 hade Buissy 287 invånare.

## Befolkningsutveckling
Antalet invånare i kommunen Buissy
| Referens: INSEE |